# 2nd LIVE TOUR 2007 -Five in the Black-
『2nd LIVE TOUR 2007 〜Five in the Black〜』（セカンド ライブ ツアー ツーサウザンドセヴン ファイブ イン ザ ブラック）は、東方神起の映像作品である。2007年9月26日にrhythm zoneより発売された。

## 概要
2007年行なわれた『TOHOSHINKI LIVE TOUR 2007 〜Five in the Black〜』から、ツアー最終日にあたる6月19日の日本武道館公演の模様を収録。
5月10日から開始された同ツアーでは、全国で55,000人、追加公演となった日本武道館（2公演）では22,000人を動員した。

## 収録曲

### DISC 1
1. ZION
2. Choosey Lover
3. The Way U Are
4. Step by Step
5. 約束
6. Begin
7. DEAD END
8. Rising Sun
9. HUG (アカペラ ver.)
10. Whatever They Say (アカペラ ver.)
11. I'll be there
12. 明日は来るから
13. My Destiny
14. miss you
15. Somebody To Love
16. NO PAIN NO GAIN
17. High Time
18. “O”-正・反・合
19. Sky
20. Lovin' you
21. Hello again
22. PROUD

### DISC-2（初回限定生産盤のみ）
1. 全会場ダイジェスト映像
2. 日本武道館 MC 映像
3. シングル& LIVE DVD共通